# Šárka
Šárka je ženské křestní jméno. Podle českého kalendáře má svátek 30. června.
Etymologický původ je zřejmě velmi starý a váže se k pohořím a skálám. Srovnejte s korsickým slovem sarra („horský hřbet“, „návrší“), se španělským sierra nebo albánským sharane.
Srbsky, bulharsky a dalších jihoslovanských jazycích, „šarka“ se používá pro zmije (ze slova „šaren“, které v některých slovanských jazycích znamená „různorodý“, „kusý“, tedy v přeneseném významu označuje věrolomnou či proradnou osobu).
První zmínka jména Šárka jakožto ženského jména je v Dalimilově kronice z počátku 14. století. Dalimil se zde inspiroval pražským údolím Divoká Šárka, které nese své jméno již z doby praslovanské. Některé zdroje proto uvádějí jako možný původ jak zmíněné sarra, sierra, či sharane, tak i přídavné jméno šarý, novočesky šerý, což by mělo odkazovat k tmavému lesu Šáreckého údolí.

## Statistické údaje
Následující tabulka uvádí četnost jména v ČR a pořadí mezi ženskými jmény ve srovnání dvou roků, pro které jsou dostupné údaje MV ČR – lze z ní tedy vysledovat trend v užívání tohoto jména:
| Rok       | Četnost    | Pořadí   |
| --------- | ---------- | -------- |
| 1999      | 34 717     | 44.      |
| 2002      | 35 142     | 43.      |
| Porovnání | o 425 více | o 1 lépe |

Změna procentního zastoupení tohoto jména mezi žijícími ženami v ČR (tj. procentní změna se započítáním celkového úbytku žen v ČR za sledované tři roky) je +2,0 %.

## Domácí podoby
Šári, Šárina, Šáruška, Šárečka, Šáruš, Šárča, Šárinka, Šárulíček

## Známé nositelky jména
- Šárka Cojocarová – Česká Miss Earth 2011
- Šárka Jelínková – senátorka, předsedkyně senátorského klubu KDU-ČSL, 1. místopředsedkyně KDU-ČSL
- Šárka Kašpárková – česká atletka
- Šárka Pančochová – česká snowboardistka
- Šárka Rezková - zpěvačka
- Šárka Strachová – česká lyžařka
- Šárka Svobodná – orientační běžkyně
- Šárka Šteinochrová – česká autorka a zakladatelka organizace Maminy s rakovinou
- Šárka Vaňková – česká zpěvačka
- Šárka Volemanová (Kubelková) – česká televizní moderátorka
- v české mytologii bojovnice Šárka z tzv. dívčí války

## Další významy
Viz článek Šárka (rozcestník).